# باول هاريسون (لاعب كريكت)
باول هاريسون (22 مايو 1984 في المملكة المتحدة - ) (بالإنجليزية: Paul Harrison)‏ هو لاعب كريكت بريطاني. لعب مع نادي وارويكشاير للكريكيت ‏ ونادي مقاطعة ليسترشاير للكريكت ‏ ونادي مقاطعة نورثامبتونشير للكريكت ‏ وLoughborough MCC University ‏.

## وصلات خارجية
- باول هاريسون على موقع إي آس بي آن كريك إنفو (الإنجليزية)